# Refugi d'animals

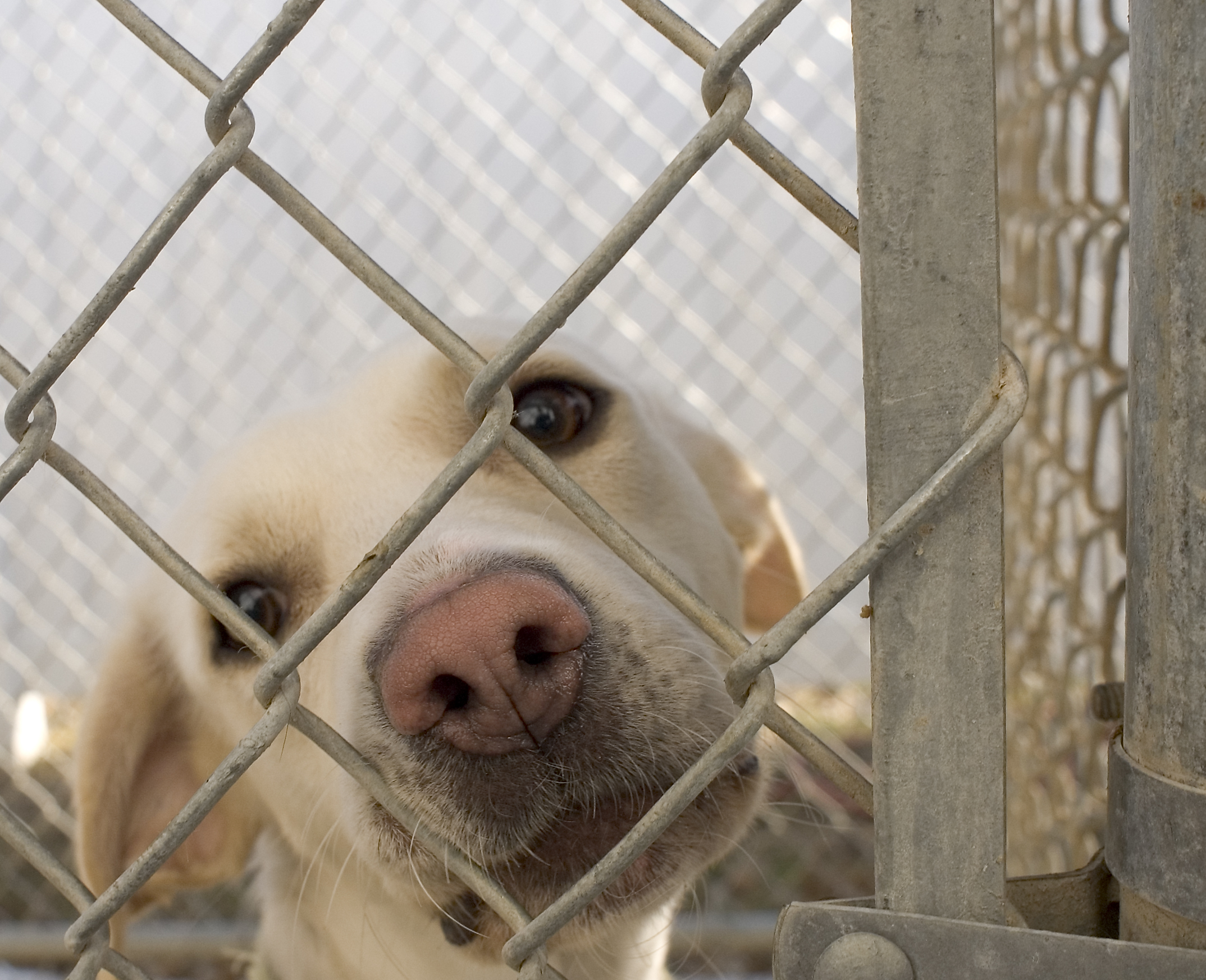
Gos en un refugi d'animals a Washington, Iowa

Un refugi d'animals és una instal·lació que serveix com a residència provisional per a animals sense llar, perduts o abandonats, especialment gossos i gats. L'animal viu al refugi fins que no és reclamat pel propietari, adoptat per un nou propietari o col·locat en una altra organització.
Alguns refugis d'animals apliquen l'eutanàsia als animals que no són adoptats durant un període determinat, que són molt grans o malalts.

## Tipus de refugis

### Agència de control d'animals
Les agències de control d'animals, també conegudes com a protectores municipals (o caneres), són a vegades organitzacions sense ànim de lucre que es contracten per les ciutats per fer complir les ordenances relacionades amb els animals, i per proporcionar serveis relacionats amb aquests. A més dels propis animals, molts refugis per a animals també ofereixen serveis d'educació per a propietaris d'animals de companyia / adoptants, castracions de baix cost, cirurgies, bovines, cures veterinàries i formació o recursos.

### Refugis de portes obertes
És un refugi que accepta tots els animals que venen a la seva porta sense una llista d'espera i sense honoraris. Un verdader refugi "portes obertes" no requereix un pagament en lliurar un animal (encara que solen preguntar per una donació). Un refugi de portes obertes no discrimina.

### Santuari d'animals
Els santuaris d'animals cuiden animals durant la resta de les seves vides sense que necessàriament intentin buscar-les una altra llar. Molts d'aquests establiments accepten animals que no són adoptables, com els animals fugitius (gats in domesticables), salvatges, animals dels quals s'ha abusat i que requereixen cures especials o úniques o animals en un estat mèdic que en fa l'adopció com a animal de companyia difícil.

### Organització de rescat
Les organitzacions de rescat animal no són refugis d'animals, però tenen el mateix objectiu de col·locar animals sense llar en famílies adoptants. Els refugis d'animals estan caracteritzats per tenir una localització física dedicada a allotjar i cuidar-se molts tipus diferents d'animals, mentre que la majoria d'organitzacions de rescat treballen amb una raça o tipus d'animal específic i tenen voluntaris que tenen als animals a les seves llars fins a la seva adopció, també conegut com "en tutela". Els grups de rescat de vegades obtenen animals de refugis d'animals locals, amb la major part d'aquests grups transportant de vegades animals de localitzacions que tenen un gran nombre d'animals sense llar a localitzacions on hi ha més demanda. Els grups de rescat estan sovint vinculats a les club de races per a un determinat tipus d'animal.